# Ryszard Paluch
Ryszard Paluch (ur. 2 lipca 1938 w Mielnicy Podolskiej, zm. 25 lutego 2021 we Wrocławiu) – polski ergonomista, antropolog, speleolog. Profesor nadzwyczajny Politechniki Wrocławskiej i Uniwersytetu Zielonogórskiego.

## Życiorys
Urodził się 2 lipca 1938 w Mielnicy Podolskiej. Był synem Franciszka (1907–1987) i Marii (1919–1998). Rodzina Ryszarda mieszkała po wojnie w Namysłowie.
Studia magisterskie z zakresu antropologii ukończył w 1964 na Wydziale Nauk Przyrodniczych Uniwersytetu Wrocławskiego. Doktorat nauk przyrodniczych uzyskał w 1970 na Uniwersytecie Wrocławskim po przedstawieniu rozprawy Analiza antropologiczna ludności pochodzenia tatarskiego zamieszkałej w województwie białostockim (promotor: prof. dr Adam Wanke). W 1994 habilitował się na Uniwersytecie Łódzkim na podstawie pracy Cechy postawy ciała i przestrzeń pracy: Obciążenie posturalne w pozycji siedzącej.
Zajmował się ergonomią i antropologią pracy. Awansował na stanowisko profesora nadzwyczajnego w Instytucie Organizacji i Zarządzania na Wydziale Informatyki i Zarządzania Politechniki Wrocławskiej (1971–2006) oraz w Instytucie Biotechnologii i Ochrony Środowiska na Wydziale Inżynierii Lądowej i Środowiska Uniwersytetu Zielonogórskiego. W 1976 zorganizował Laboratorium Ergonomii Politechniki Wrocławskiej.
W latach 1997–2000 pełnił funkcję zastępcy przewodniczącego rady redakcyjnej czasopisma „Ergonomia” wydawanego przez PAN. W okresie 1999–2007 był przewodniczącym Rady Konsultacyjnej redakcji „ATEST”. Był członkiem Komisji Ergonomii PAU i Komitetu Ergonomii PAN. Był członkiem Rady Wykonawczej International Foundation for Industrial Ergonomics and Safety Research (USA). Za osiągnięcia naukowe w dziedzinie ergonomii został wyróżniony Medalem profesora Wojciecha Jastrzębowskiego. Był promotorem doktoratów.
Był długoletnim członkiem Sekcji Grotołazów Wrocław i jej prezesem w 1969. W 1972 był kierownikiem wyprawy eksploracyjnej do najgłębszej wówczas jaskini Afryki, Anou Boussouil (-505 m) w Algierze. Organizował i kierował wyprawami do innych głębokich jaskiń świata: Gouffre Berger we Francji, Antro di Corchia we Włoszech, także w Azji Środkowej. Uczestniczył w wyprawach do Jaskini Niedźwiedziej i Jaskini Śnieżnej.
Jest pochowany w grobie rodzinnym na Cmentarzu Komunalnym w Namysłowie przy ul. Jana Pawła II (sektor 3, rząd 7, numer 8).